# Linka Fukutošin

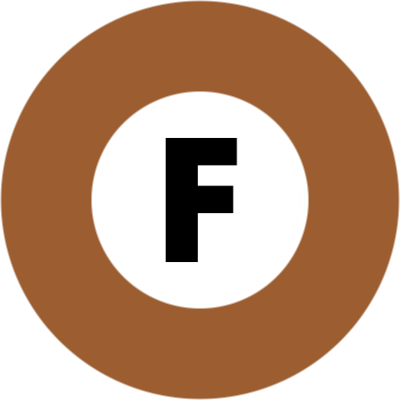
Logo linky Fukutošin

Linka Fukutošin (v japonštině v kandži 副都心線 v hiraganě ふくとしんせん) je jedna z nejnovějších linek tokijského metra, jejíž první část byla otevřena pod názvem Nová linka Júrakučó 7. 12. 1994. Jméno Fukutošin získala až 14. 6. 2008. Její barva je hnědá a značí se velkým písmenem F. Spojuje nádraží Šibuja a Wakóši. Od stanice Ikebukuro jede až na Wakóši (celkem devět stanic) společně s linkou metra Júrakučó. Celkem má 16 stanic a je dlouhá 20. 2 km. Tato linka patří soukromému dopravci Tokyo Metro.

## Through services

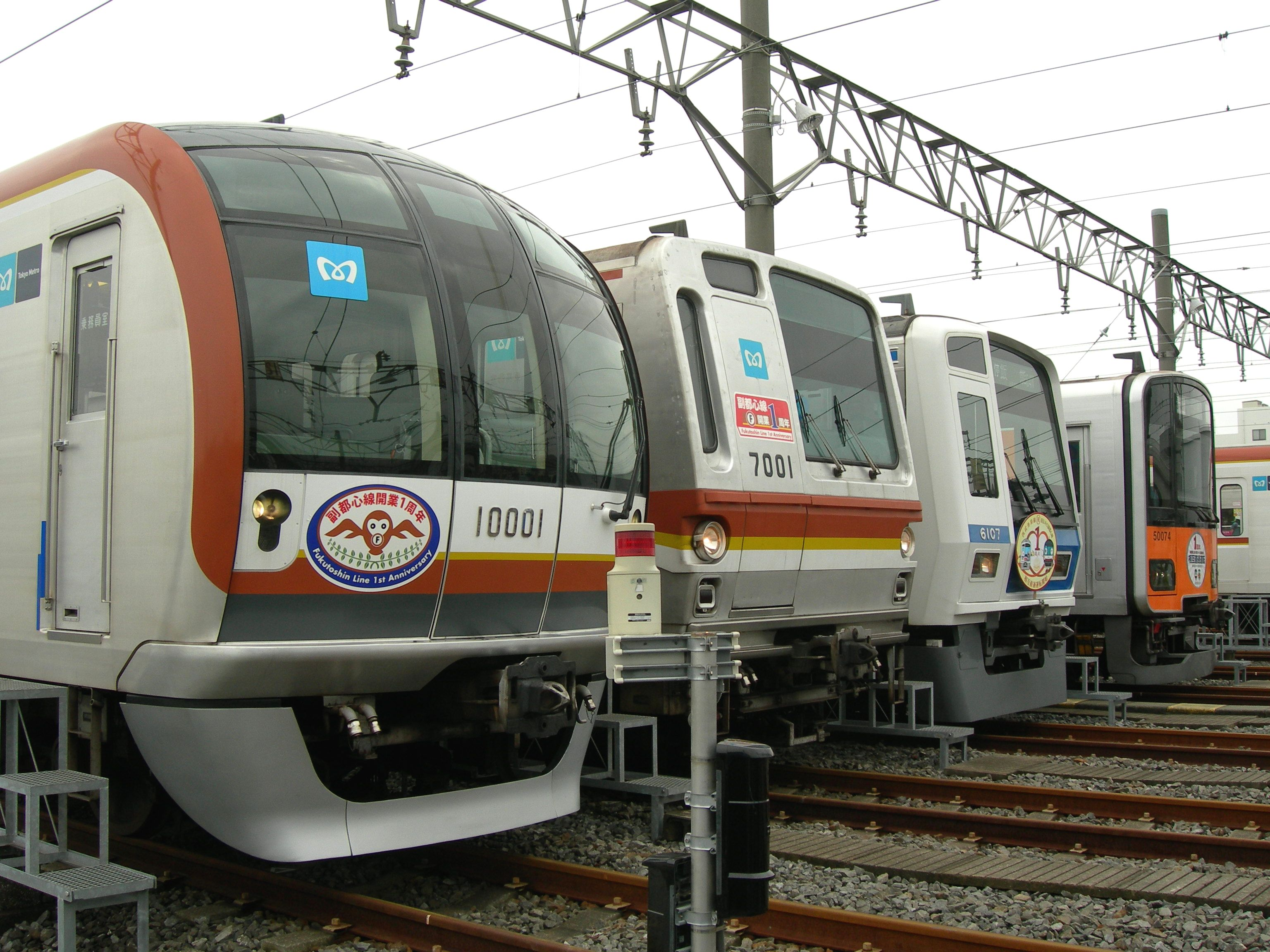
Soupravy linky Fukutošin

Tímto anglickým výrazem znamenajícím "prostřednictvím služeb" se u tokijského metra označuje, když některé soupravy z nějakého nádraží (nejčastěji konečné zastávky) pokračují v nadzemní jízdě pod jiným dopravcem. Linka Fukutošin takto pokračuje z nádraží Šibuja jako linka Tókjú Tojoko soukromé společnosti Tókjú až do Jokohamy odkud dále pokračuje pod stejným dopravcem (Tókjú) akorát jako linka Minatomirai až do stanice Motomači-Čúkagai. Z Wakóši pokračuje jako linka Tóbu Todžo soukromé společnosti Tóbu až do Kawagoe. Také ze stanice Kotake-mukaihara pokračuje a to jako linka Seibu Júrakučó soukromé společnosti Seibu do stanice Nerima odkud dále pokračuje pod stejným dopravcem (Seibu) jako linka Seibu Ikebukuro až do stanice Hannó.

## Zastávky

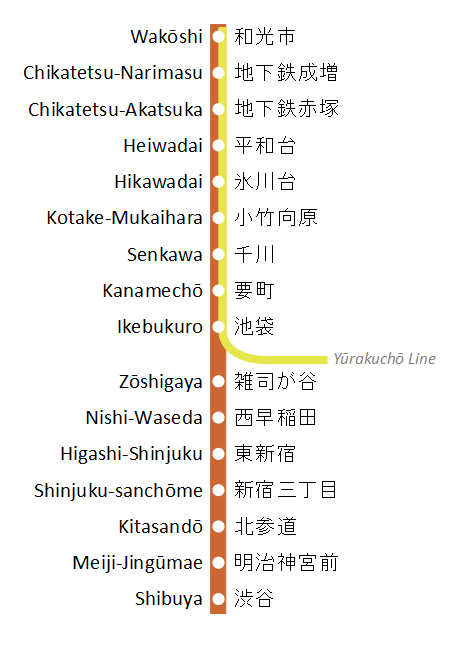
Seznam zastávek linky Fukutošin

- Wakóši, přestup na linku Tóbu Todžo soukromé společnosti Tóbu a linku metra Júrakučó společnosti Tokyo Metro
- Čikatecu-narimasu, přestup na linku metra Júrakučó společnosti Tokyo Metro
- Čikatecu-akacuka, přestup na linku metra Júrakučó společnosti Tokyo Metro
- Heiwadai, přestup na linku metra Júrakučó společnosti Tokyo Metro
- Hikawadai, přestup na linku metra Júrakučó společnosti Tokyo Metro
- Kotake-mukaihara, přestup na linku Seibu Júrakučó soukromé společnosti Seibu a linku metra Júrakučó společnosti Tokyo Metro
- Senkawa, přestup na linku metra Júrakučó společnosti Tokyo Metro
- Kanamečó, přestup na linku metra Júrakučó společnosti Tokyo Metro
- Ikebukuro, přestup na linky Jamanote, Saikjó a Šónan-Šindžuku společnosti JR East, linky metra Júrakučó a Marunouči společnosti Tokyo Metro, linku Tóbu Todžo soukromé společnosti Tóbu a linku Seibu Ikebukuro soukromé společnosti Seibu
- Zošigaja, bez přestupu
- Niši-waseda, bez přestupu
- Higaši-šindžuku, přestup na linku metra Tóei Óedo společnosti Tóei
- Šindžuku-sančóme, přestup na linku metra Marunouči společnosti Tokyo Metro a linku metra Šindžuku společnosti Tóei
- Kita-sandó, bez přestupu
- Meidži-džingúmae, přestup na linku metra Čijoda společnosti Tokyo Metro
- Šibuja, přestup na linky Jamanote, Saikjó a Šónan-Šindžuku společnosti JR East, linky metra Hanzómon a Ginza společnosti Tokyo Metro, linku Keió Inokašira soukromé společnosti Keió a linky Tókjú Tojoko a Tókjú Den-en-toši soukromé společnosti Tókjú.